# Enrique Espinoza Gárate

## Introducción
Enrique Espinoza Gárate (1848-1899) fue un pedagogo chileno de la segunda mitad del siglo XIX que tuvo gran influencia en el estudio de la geografía de Chile a través de su libro "Geografía descriptiva de la la República de Chile", tuvo 5 ediciones.

## Biografía
Nació en Santiago en 1848 y fueron sus padres Manuel Espinoza y la señora Teresa Gárate. Sus primeros estudios los hizo en las escuelas primarias y ya el 17 de septiembre de 1861 obtuvo un "Premio único en dibujo de mapas", que le otorgó la Intendencia de Santiago.
En 1862 se incorpora a la Escuela Normal de Preceptores de Santiago, y después de alcanzar muy buenos certificados escolares, recibe el 17 de enero de 1865 el título de profesor primario. Sirvió como preceptor hasta 1871 y, posteriormente, perteneció al cuerpo administrativo del diario El Ferrocarril. Años después, sirvió como guardalmacenes de la Aduana de Arica y tesorero municipal de Tacna.
Durante el período legal de 7 años, prestó sus servicios al Estado en varias escuelas primarias del país y en los años 1869 y 1870 ocupó lugar preferente en la terna de los preceptores con derecho a premio en la provincia de Colchagua, en conformidad a la Ley de Instrucción Primaria de 1860.

## Trayectoria profesional
Pero dadas las escasísimas expectativas que la carrera de docente ofrecía en la época, el señor Espinoza decidió abandonarla, ingresando en 1871 a la administración del diario El Ferrocarril, y en sus oficinas permaneció, salvo escasas interrupciones, los restantes 28 años de su vida, llegando a ser uno de los redactores.
Poco después de la guerra del Pacífico, marchó al Norte con nuestro ejército y desempeñó los cargos de Guarda-almacenes de la Aduana de Arica y de Tesorero Municipal de Tacna. Regresó después a Santiago, reincorporándose a las oficinas de El Ferrocarril, diario del cual fue corresponsal en el Norte, y se dedicó además a los estudios geográficos sobre Chile, que fueron siempre objeto de su predilección especial. Llegó a acumular sobre la materia un número extraordinario de conocimientos y de exactas informaciones, que le permitieron publicar en 1880 su libro.
En 1890 solicitó la aprobación de la Facultad de Filosofía y Humanidades de la Universidad de Chile de su obra titulada "Geografía Descriptiva de la República de Chile", la que fue evaluada por el decano Astaburuaga como "meritoria como compendio claro y preciso de la geografía de Chile y un buen texto para los establecimientos de educación". La edición contenía 264 páginas divididas en dos partes. La primera, presentaba una idea general del país, y en la segunda, una descripción por provincias y departamentos, basada en la información obtenida del Censo General de la República de Chile de 1885.
La obra obtuvo un éxito inmediato y fue adoptada como texto de enseñanza en la Escuela Militar, donde el autor trabajó algunos años. Espinoza alcanzó a publicar cuatro reediciones de su geografía. En 1903, después de su muerte, se reeditó una última versión confeccionada y corregida por Federico Alcorta, a quien encomendó esta tarea la sucesión de Espinoza.
De estas ediciones la más importante es la cuarta, realizada en 1897, en la que Enrique Espinoza recogió la principal crítica realizada a las anteriores: la ausencia de mapas y planos. En la introducción señalaba que "esta nueva edición está ilustrada con diversos mapas detallados de Chile y de cada una de las provincias"; asimismo señalaba que se incorporaban "las últimas divisiones administrativas, las más recientes exploraciones y en conformidad al Censo General de la República levantado en noviembre de 1895". Debemos destacar también que incorporó información del rol de avalúos fiscales realizado en 1897.
En resumen, la cuarta edición de la Geografía Descriptiva de la República de Chile consta de 493 páginas divididas en dos partes: la primera, titulada como "Jeneralidades", presenta en 62 páginas una descripción general del país tocando diversos tópicos (límites, clima y territorio, población, infraestructura, divisiones político administrativas, entre otros); en la segunda, bajo el título de "Descripción Particular de las Provincias", se detiene en cada una de las 23 provincias y dos territorios en que se dividía el país, entregando información detallada de los departamentos y comunas de las respectivas provincias desde Arica a Magallanes.
Hijo de su primogénito Jorge Espinoza Rencoret, Jorge Espinoza Nanjarí (1948-2025) siguió el legado geográfico de su bisabuelo, estudiando Cartografía y dedicándose a la docencia en Universidades como UTEM y PUC. En el año 2014 se realiza un reconocimiento a la obra "Geografía descriptiva de la república de Chile", remasterizando su obra a la actualidad.

## Obra principal
Enrique Espinoza Gárate es autor del libro Geografía descriptiva de la República de Chile, el cual tuvo cinco ediciones y fue ampliamente utilizado como texto escolar en la enseñanza de la geografía nacional durante el siglo XIX.